# Ödemiş

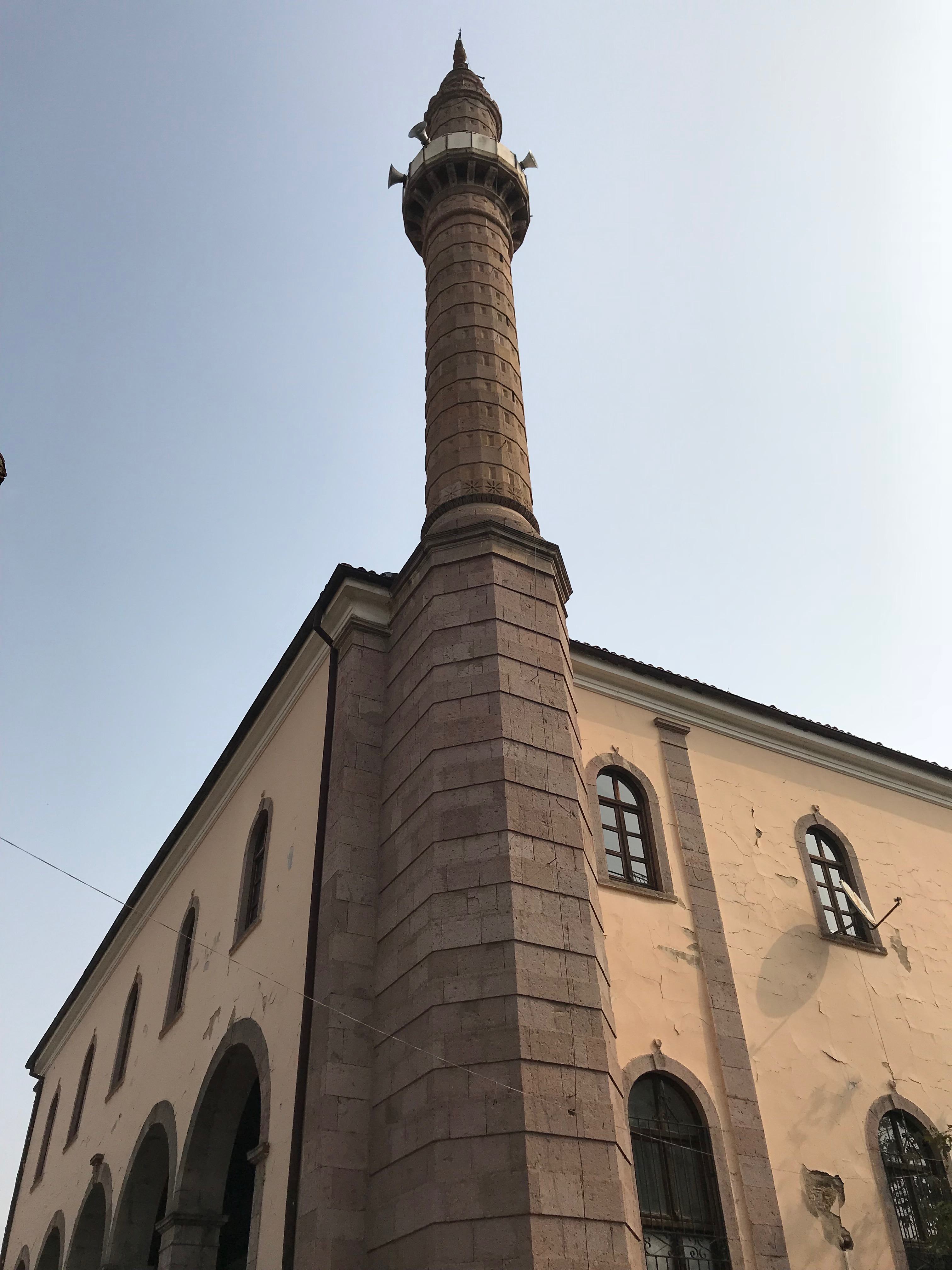
Hacı Abdi Ağa Mosque in Ödemiş

Ödemiş là một huyện thuộc tỉnh İzmir, Thổ Nhĩ Kỳ. Huyện có diện tích 1016 km² và dân số thời điểm năm 2007 là 128253 người, mật độ 126 người/km².